# Cumacea

Cumáceo típico.

Los cumáceos (Cumacea) son un orden de pequeños crustáceos marinos bentónicos, aunque también hay algunas especies que viven en estuarios o en la zona intermareal. Tienen todos una forma típica, con un gran cefalotórax acorazado y un abdomen alargado. 
Son crustáceos de un tamaño entre 1 y 30 mm que aparecieron en el registro fósil al menos en el Carbonífero Inferior; los encontrados en el Jurásico ya eran muy similares a los actuales.

## Taxonomía
Se reconocen las siguientes 8 familias, con 141 géneros y 1523 especies:
- Bodotriidae Scott, 1901 (379 especies en 36 géneros)
- Ceratocumatidae Calman, 1905 (10 especies en 2 géneros)
- Diastylidae Bate, 1856 (318 especies en 22 géneros)
- Gynodiastylidae Stebbing, 1912 (106 especies en 12 géneros)
- Lampropidae Sars, 1878 (114 especies en 15 géneros)
- Leuconidae Sars, 1878 (139 especies en 16 géneros)
- Nannastacidae Bate, 1866 (426 especies en 25 géneros)
- Pseudocumatidae Sars, 1878 (30 especies en 12 géneros)